# Cristaperla
Cristaperla is een geslacht van steenvliegen uit de familie Notonemouridae. De wetenschappelijke naam van het geslacht is voor het eerst geldig gepubliceerd in 1972 door McLellan.

## Soorten
Cristaperla omvat de volgende soorten:
- Cristaperla eylesi McLellan, 1991
- Cristaperla fimbria (Winterbourn, 1965)
- Cristaperla waharoa McLellan, 1991